# Staurace
Staurace o Staurasio (... – 899) è stato un vescovo italiano.
È stato vescovo di Asti tra l'892 e l'899.

## Biografia
Staurace compare già come diacono e visdomino della chiesa di Asti in due documenti dell'886.
Dopo la consacrazione, molti sono i documenti datati dall'892 all'898 che lo riguardano.
In seguito, Staurace comparirà ancora in un atto di donazione dell'899 verso i canonici d'Asti.